# Dolichocolpodes
Dolichocolpodes is een geslacht van kevers uit de familie van de loopkevers (Carabidae). De wetenschappelijke naam van het geslacht is voor het eerst geldig gepubliceerd in 1985 door Basilewsky.

## Soorten
Het geslacht Dolichocolpodes is monotypisch en omvat slechts de volgende soort:
- Dolichocolpodes mirabilis Basilewsky, 1985